# Scousburgh

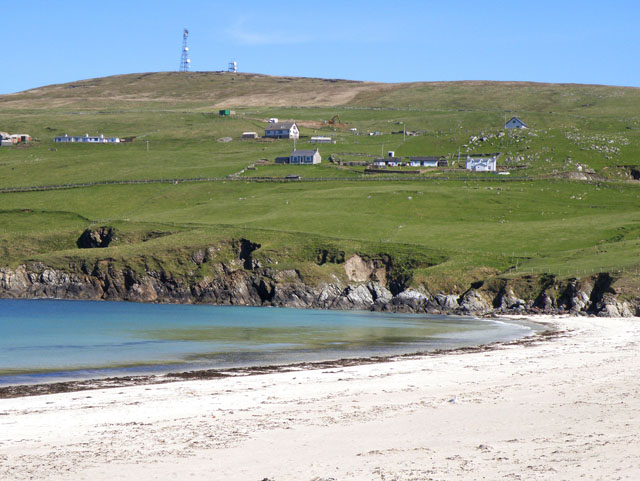
Scousburgh über der Meeresburg

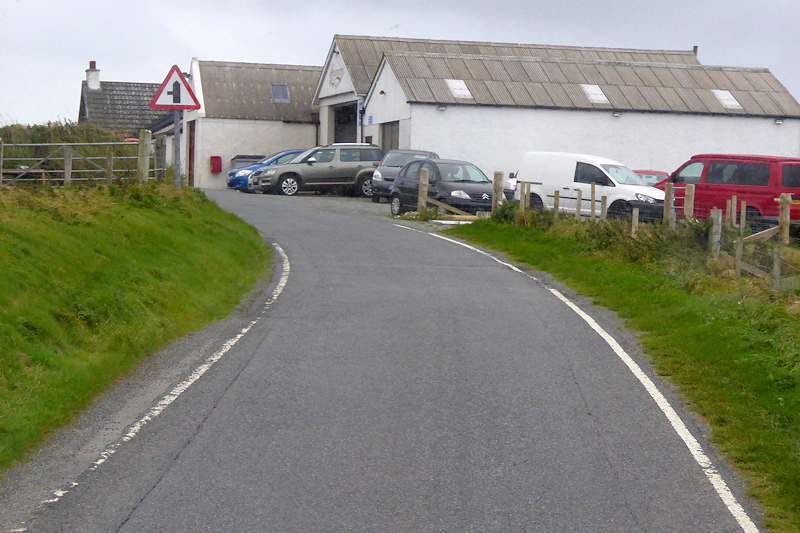
Straße mit Autowerkstatt im Ort

Scousburgh ist eine kleine Ortschaft, die in Schottland im Süden der Shetlandinseln liegt.

## Geographie
Scousburgh liegt im Süden von Mainland im ländlichen Raum, am südöstlichen Ufer der Meeresbucht Bay of Scousburgh. Überragt wird der Ort im Nordosten vom 263 Meter hohen Berg Ward of Scousburgh. Zum Flughafen Sumburgh sind es 8 Kilometer im Südosten, nach South Scousburgh 400 Meter im Süden. Weitere Ortschaften in der Nähe sind Bigton im Norden, Longfield und Skelberry im Südosten sowie Noss im Südwesten.

## Historisches
Im Rahmen der historischen Gliederung Schottlands in Civil Parishes zählt Scousburgh zu Dunrossness.

## Verkehr
Erschlossen wird Scousburgh von der B9122, die Boddam im Süden mit Channerwick im Norden verbindet.